# Comtat de Prince (Illa del Príncep Eduard)
El comtat de Prince és un dels tres comtats en què es divideix administrativament la província canadenca de l'Illa del Príncep Eduard.
El comtat ocupa el terç occidental de l'illa i limita a l'est amb el Comtat de Queens.
Amb els seus 1.980 km² de superfície és el segon de l'illa i també el segon en població, amb 44.348 habitants, segons el cens de 2011. La seu del comtat és la ciutat de Summerside.
El seu nom, Comtat del Príncep, li fou atribuït, el 1765, dedicat al príncep Jordi, futur rei Jordi IV del Regne Unit.